# Município de Jefferson (condado de Guernsey, Ohio)
O município de Jefferson (em inglês: Jefferson Township) é um município localizado no condado de Guernsey no estado estadounidense de Ohio. No ano de 2010 tinha uma população de 86 habitantes e uma densidade populacional de 1,3 pessoas por km².

## Geografia
O município de Jefferson encontra-se localizado nas coordenadas 40° 06′ 27″ N, 81° 29′ 19″ O. Segundo a Departamento do Censo dos Estados Unidos, o município tem uma superfície total de 65.93 km², da qual 58,46 km² correspondem a terra firme e (11,34 %) 7,47 km² é água.

## Demografia
Segundo o censo de 2010, tinha 86 pessoas residindo no município de Jefferson. A densidade populacional era de 1,3 hab./km². Dos 86 habitantes, o município de Jefferson estava composto pelo 100 % brancos. Do total da população o 3,49 % eram hispanos ou latinos de qualquer raça.